# Ořechov (okres Brno-venkov)
Ořechov (německy Groß Urhau) je obec v okrese Brno-venkov v Jihomoravském kraji, 11 km jihozápadně od Brna, na okraji Bobravské vrchoviny. Žije zde přibližně 2 900 obyvatel, obec v roce 2016 čítala 32 ulic.
Jedná se o vinařskou obec ve Znojemské vinařské podoblasti (viniční tratě Za Žlebama, Na Skalkách, Křiby, Záhumenice).

## Název
Nehledě na tvar Obucheri z falza ze 13. století hlásícího se k roku 1048 má nejstarší doložený zápis z roku 1237 podobu Ořechové a označoval místo porostlé ořeším. Od 14. století mají české doklady podobu Ořechov, která mohla vzniknout vlivem německého tvaru. Německé jméno (v nejstarších tvarech Ursichau, Ursechau) se vyvinulo z českého. V polovině 19. století se začal přidávat přívlastek Groß (česky Velký) podle jména sousedních Ořechoviček, jejichž německé jméno bylo Klein Urhau.

## Historie
První písemná zmínka o obci pochází z roku 1234. První pečeť pochází z roku 1740 s nápisem „Peczet obeczni Welkeho Worzechoviho“. Historie farnosti Všech svatých v Ořechově se datuje od roku 1317, kdy byl v Ořechově postaven první farní kostel v gotickém stylu.
Na konci druhé světové války proběhla v dubnu 1945 v okolí vesnice bitva u Ořechova mezi německými jednotkami a vojsky ze Sovětského svazu. Bylo to v rámci bratislavsko-brněnské operace sovětských vojsk 2. ukrajinského frontu vedených maršálem Rodionem Malinovským. Bitva probíhala od 18. dubna do 24. dubna 1945 a skončila vítězstvím rudoarmějců a ústupem Němců směrem k Brnu. Při bitvě byla obec silně poškozena. Ze 640 obytných domů bylo 176 zničeno, kvůli tomu se z Ořechova vystěhovalo 823 obyvatel do prázdných domů po vysídlených Němcích a po Židech napříč Československem.
Snahy o sloučení tří blízkých obcí se datují do období protektorátu, po válce vedly ke sloučení snahy o poválečnou obnovu sídel. Dnešní obec Ořechov vznikla 12. září 1946 sloučením tří, do té doby samostatných obcí: východně položeného Ořechova (dříve též Velkého Ořechova, německy Groß Urhau), severně položených Ořechoviček a jihozápadně položených Tikovic. Části Ořechova byly posléze značeny římskými číslicemi: Ořechov I byl původní Ořechov, Ořechov II byly Ořechovičky a Ořechov III byly Tikovice.
V roce 1946 byla schválena stavba nové školy, v roce 1947 byl položen její základní kámen. Někteří občané využili na obnovu svých sídel vládní příspěvky, započala také stavba silnice k Mělčanům.
Po komunistickém převratu v roce 1948 změnily prokomunistické akční výbory uspořádání ořechovského místního národního výboru (MNV). V pozici předsedy MNV nahradil lidovce Jaromíra Smejkala pozdější ředitel školy Bořivoj Sec. Nová škola byla otevřena dne 31. října 1949.
V Ořechově III bylo 20. června 1950 založeno jednotné zemědělské družstvo (JZD), v Ořechově I a II pak společné JZD vzniklo dne 8. srpna 1950. Většina ze zakládajících členů obou družstev nevlastnila téměř žádnou půdu, a tak byla družstevní zemědělská výroba v Ořechově menšinová. Obě JZD se v roce 1951 sloučila v jedno. K roku 1954 měl soukromý sektor 6 407 slepic a v JZD bylo 204 slepic. Tyto disproporce a tlak na socializaci vesnic z vlády vedly k tomu, že v roce 1957 přijely do Ořechova milice, které všechny zemědělce donutily ke vstupu do JZD. Kvůli potřebám nově rozrostlého JZD byla vypracována hospodářsko-technická úprava půdy, která se kvůli maximalizaci orné půdy vyznačovala spojováním menších polí ve velké hony. Kvůli této úpravě z okolí obce zmizela zvěř a obec měla problémy s půdní erozí a záplavami. Tyto problémy se snaží obec od roku 2006 minimalizovat. Byly vytvořeny biokoridory, mokřady a obnoveny některé polní stezky.
Ke sloučení všech tří katastrálních území Ořechova, Ořechoviček a Tikovic došlo v roce 1971. Místní část Ořechovičky byla zrušena již v 50. letech 20. století, na konci roku 1982 došlo ke zrušení i místní části Tikovice. Zástavba všech tří bývalých obcí je již dlouhou dobu zcela srostlá.

## Vybavenost a popis obce
Dopravní spojení do obce je zajištěno pěti cestami, z nichž jedna vede do Brna (Střelic), dále potom Modřic, Silůvek, Syrovic a Mělčan. Autobusovou přepravu zajišťuje linkami 501 a 510 IDS JMK na celkem sedmi zastávkách. Vzdělání zde zajišťuje mateřská, základní a základní umělecká škola, jsou zde celkem tři tělocvičny, šest hospod, zhruba 9 obchodů s potravinami, veterinář, lékárna, dva kostely a dva hřbitovy. Ořechov protíná Brněnská cyklotrasa a cyklotrasa č. 403. Severní hranici katastrálního území obce lemuje modrá turistická značka vedoucí údolím Bobravy.
Původní Ořechov se rozkládá na východě současné obce a zahrnuje ulice Kout, Kyselkova, Páralova, Pavlíkova, Příční, Sokolská, Syrovická, Ulička, a části ulic Brněnská, Ježkov, Komenského, Svadilov, Výstavní a Zahradní. V ulicích Ježkov a Svadilov je jeho zástavba srostlá se zástavbou sousedních Ořechoviček a v ulici Komenského se zástavbou sousedních Tikovic. Část hranice s Ořechovičkami prochází částí Brněnské ulice. Již zrušený katastr této části měl rozlohu 7,8973 km².
Na území původního Ořechova se nachází areál Army parku (bývalá raketová základna), areál zemědělského družstva, hřbitov, obecní úřad, pošta, 4 zastávky autobusu a orlovna. Ořechov protíná silnice II/152. Dále je zde situována mimo jiné pizzerie, cukrárna, kadeřnictví, několik obchodů s potravinami, fotbalový stadion, základní, mateřská a umělecká škola, knihovna a malé obecní muzeum. Na křižovatce ulic Sokolská, Kyselkova a Pavlíkova se nachází kostel Všech svatých.

## Obyvatelstvo
| 1869  | 1880  | 1890  | 1900  | 1910  | 1921  | 1930  | 1950  | 1961  | 1970  | 1980  | 1991  | 2001  | 2011  |
| ----- | ----- | ----- | ----- | ----- | ----- | ----- | ----- | ----- | ----- | ----- | ----- | ----- | ----- |
| 1 932 | 2 081 | 2 317 | 2 365 | 2 657 | 2 672 | 2 704 | 2 208 | 2 350 | 2 444 | 2 474 | 2 353 | 2 353 | 2 440 |

## Pamětihodnosti
Ořechov
- kostel Všech svatých
- kaple sv. Peregrin
- boží muka
- pohřebiště Rudé armády

Ořechovičky
- kaple sv. Cyrila a Metoděje
- kříž
- památník T. G. Masaryka

Tikovice
- kostel svatého Jiří

## Galerie

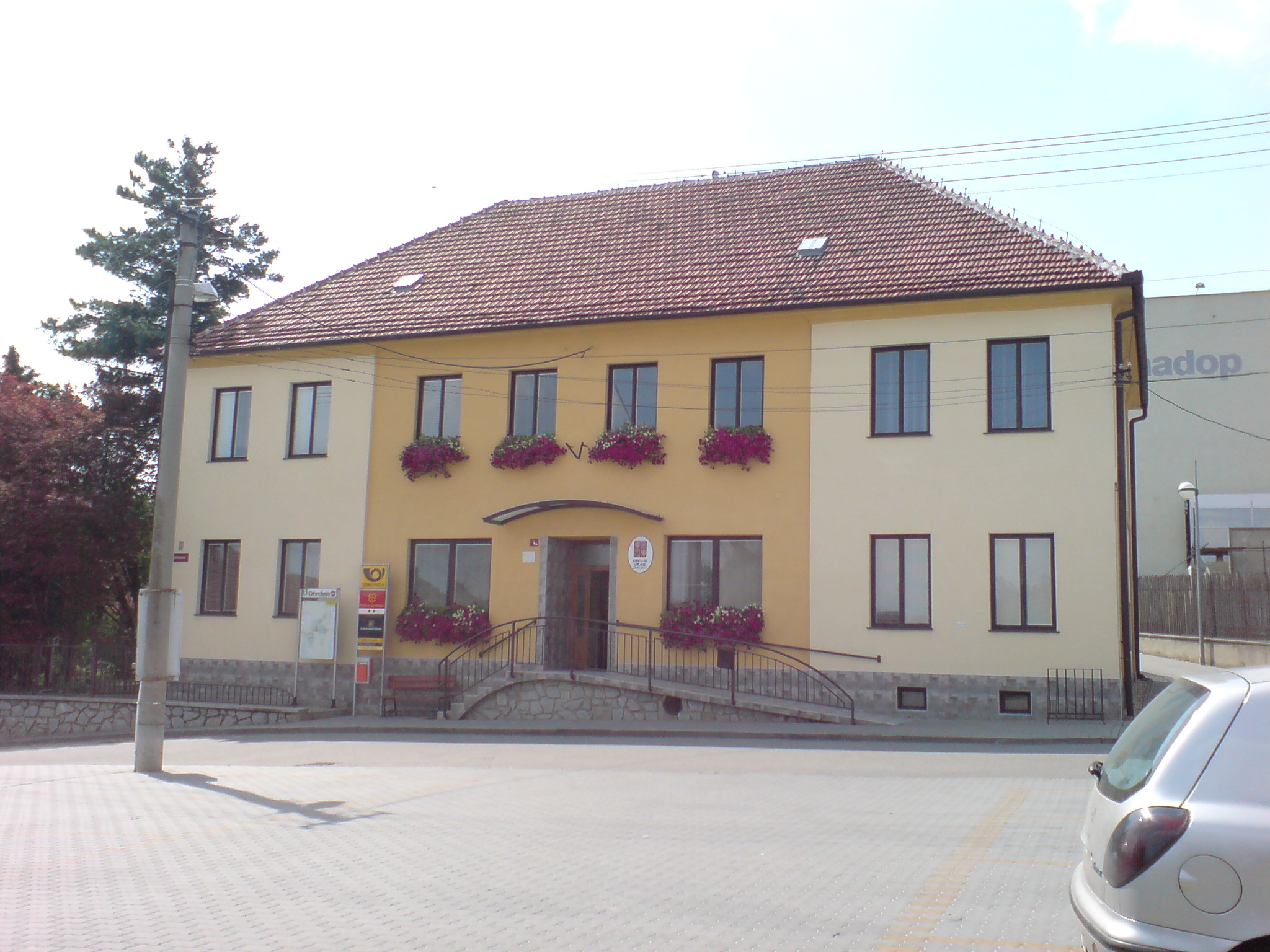
Obecní úřad
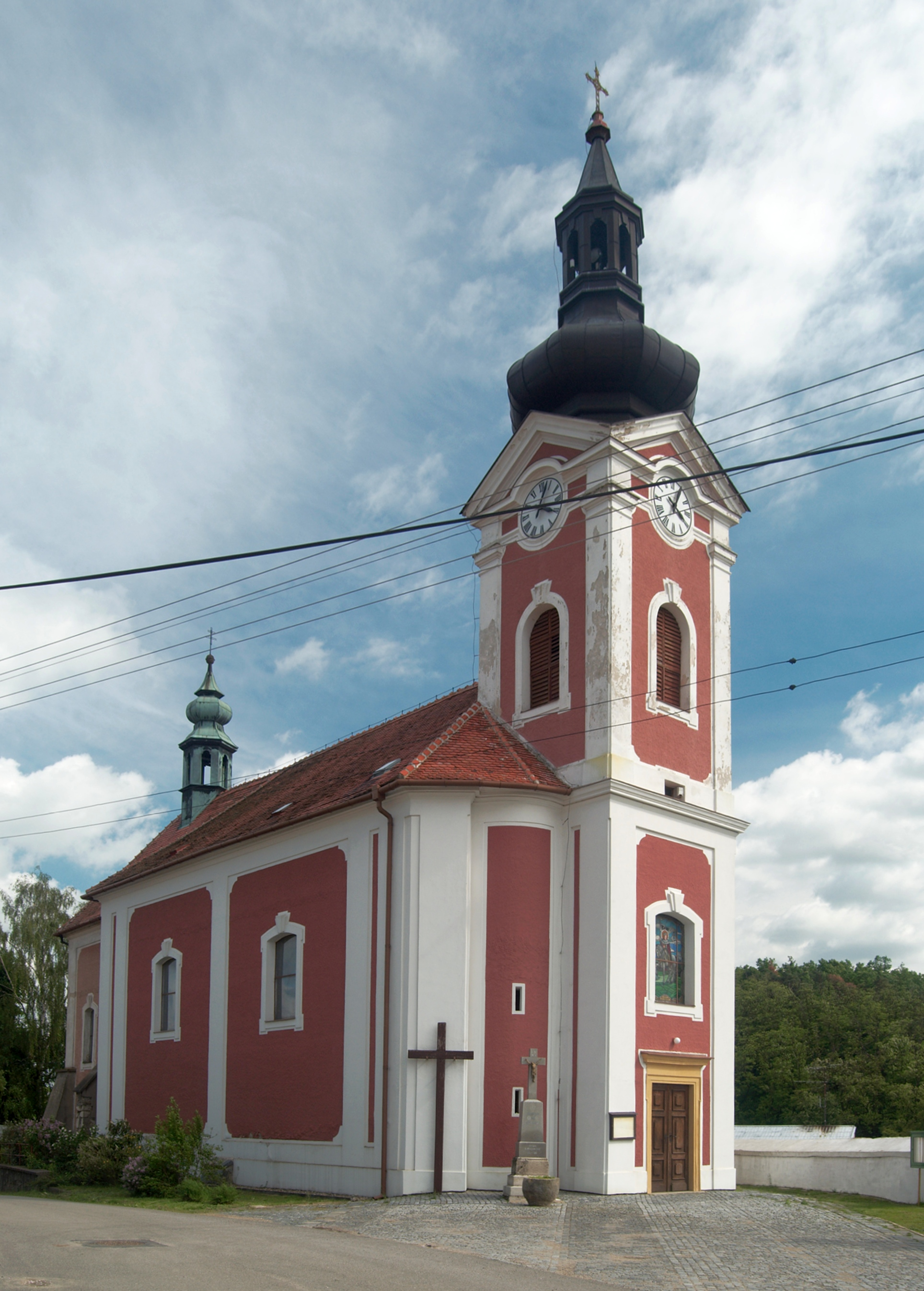
kostel sv. Jiří
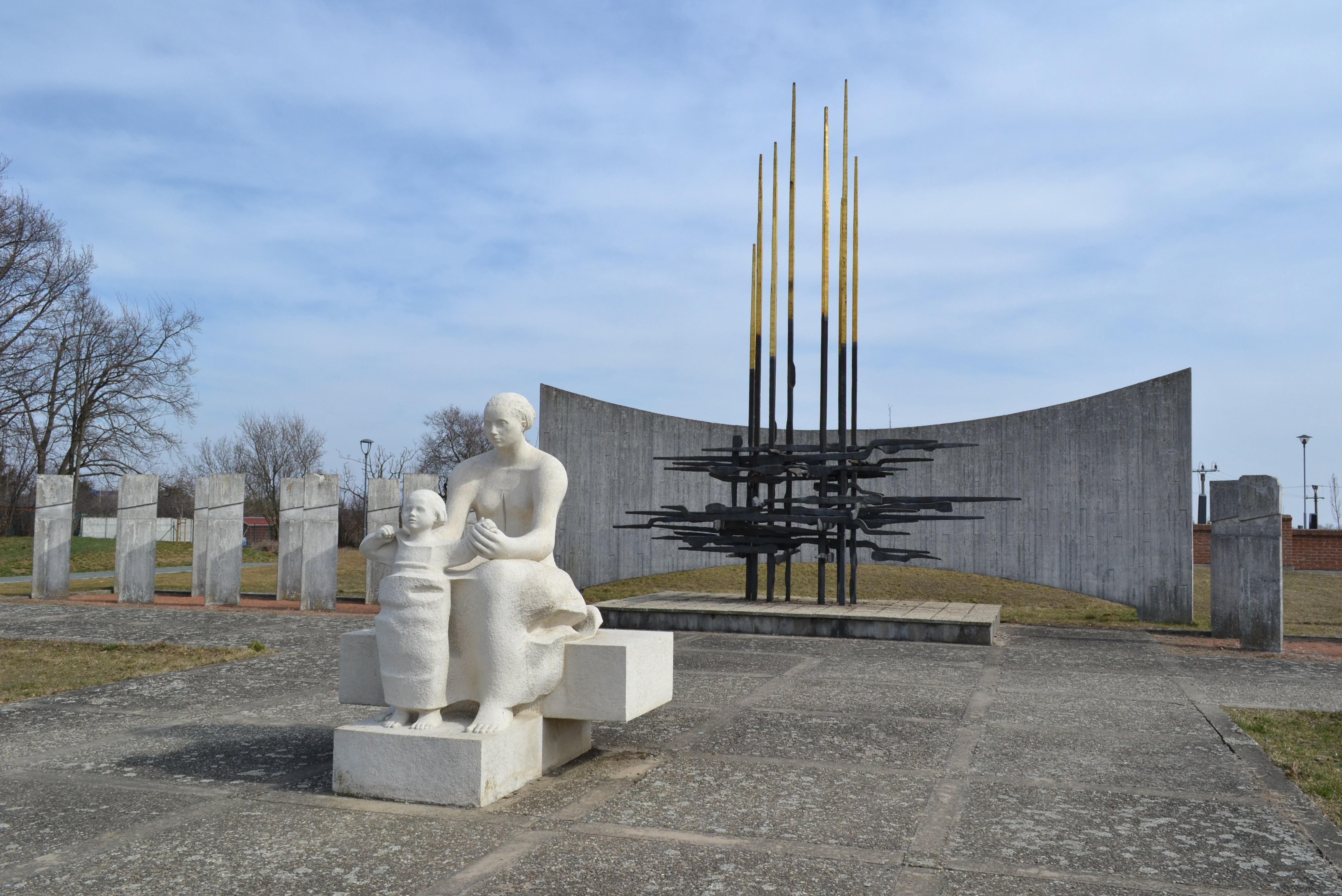
Památník míru
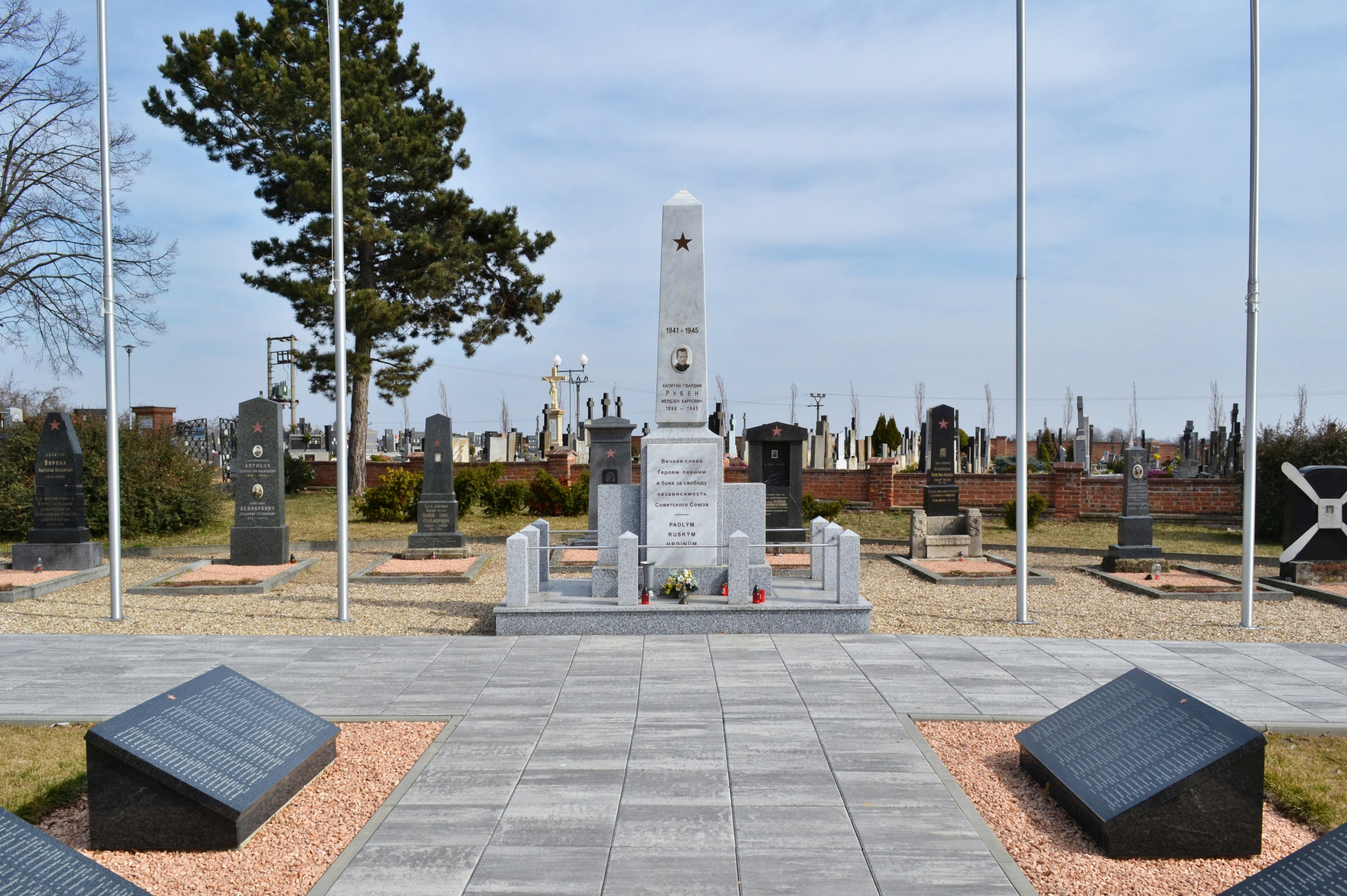
Hřbitov Rudé armády
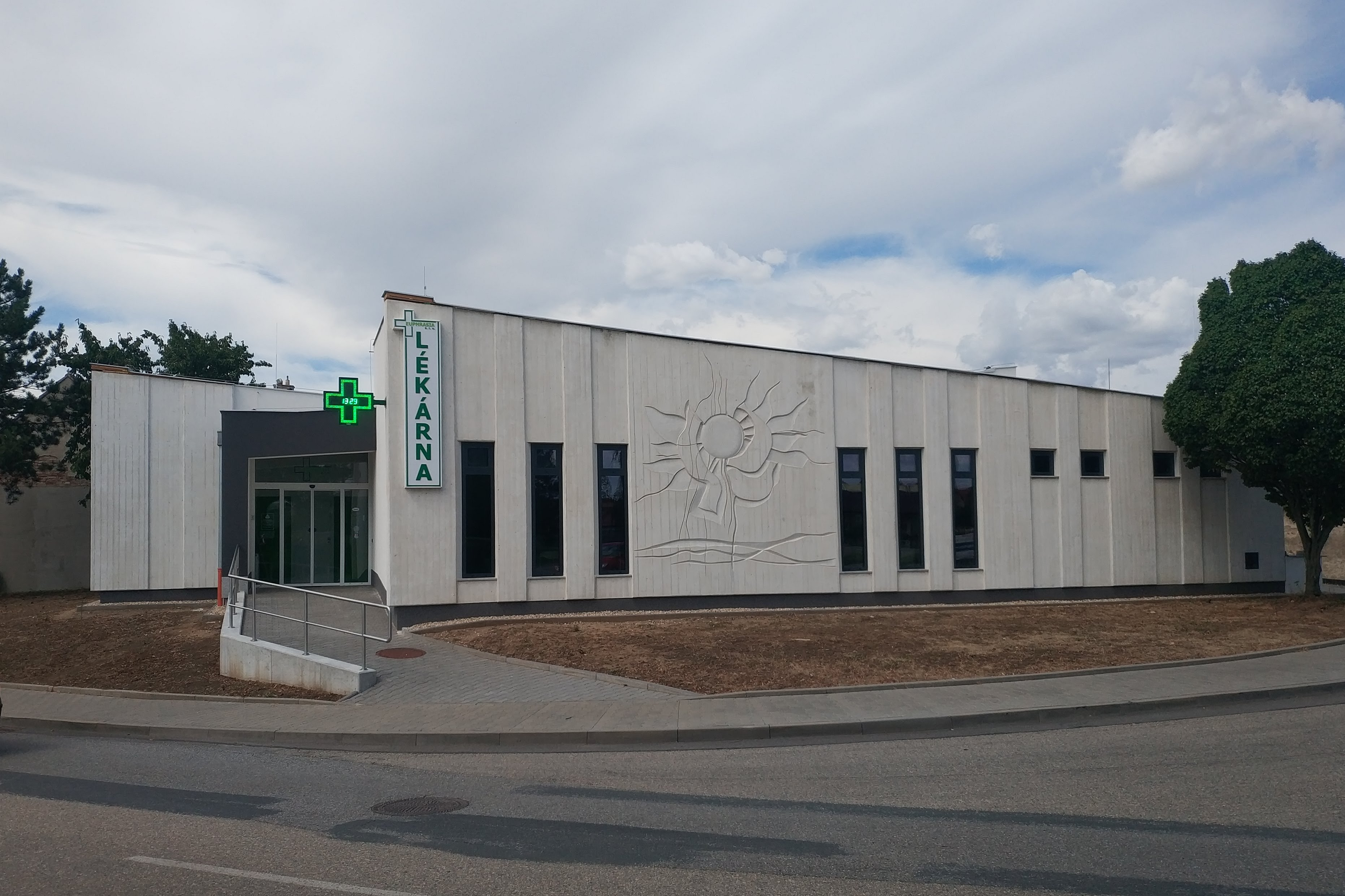
lékárna, bývalá „síň tradic“
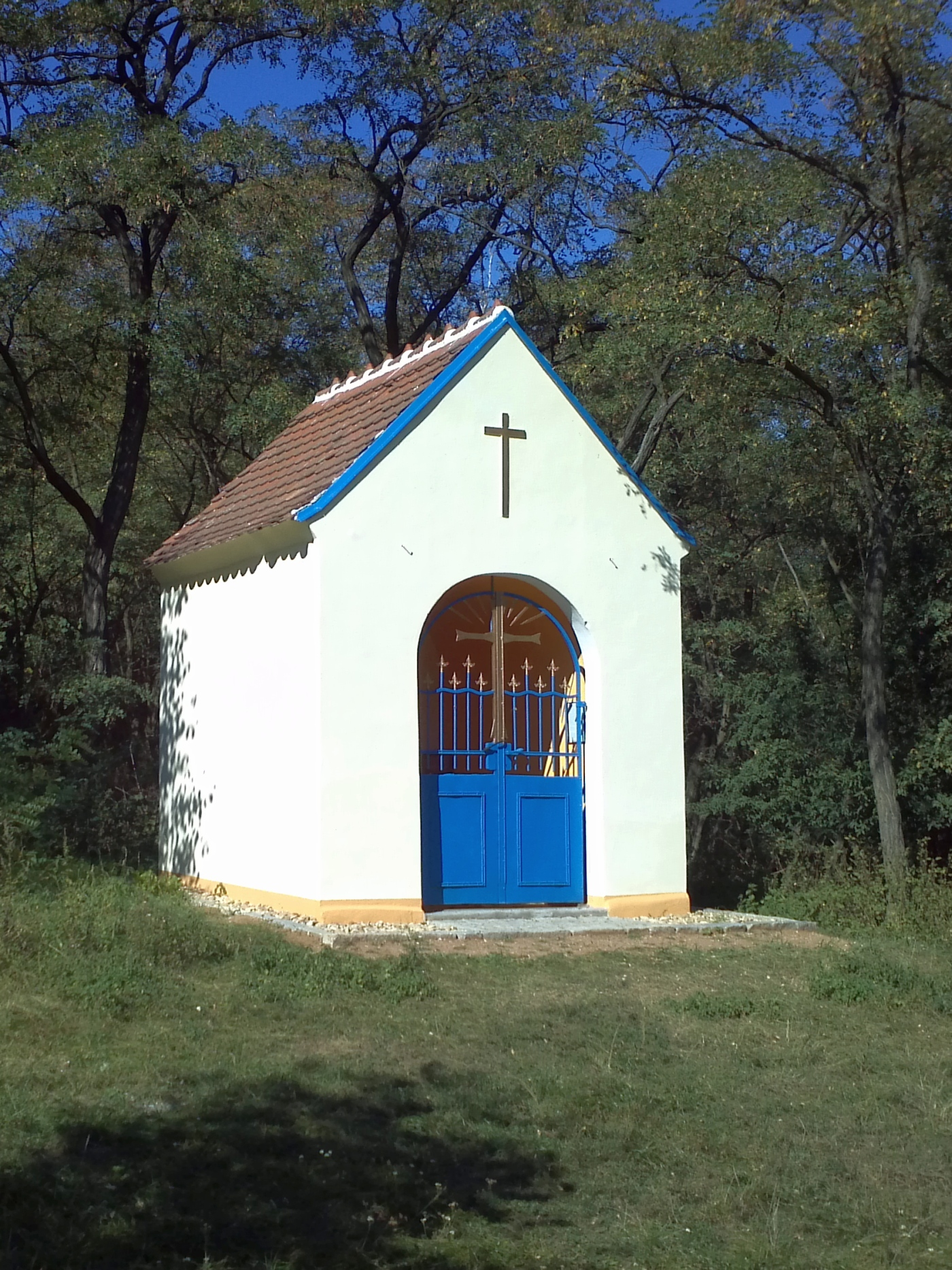
Kaple sv. Peregrina